# إيرا كارمين
إيرا كارمين (بالإنجليزية: Ira Carmen)‏ هو عالم سياسة أمريكي، ولد في 3 ديسمبر 1934.